# 포크 음악
컨템포러리 포크 음악(영어: contemporary folk music)은 20세기에 생겨난 대중 음악 장르이다. 각 나라와 지역의 민요(포크 음악)에서 파생했으나, 전통민요(영어: traditional folk music)와는 구분되는 새로운 장르로 자리잡혔다.
포크송(folksong)이란 한국어의 '민요'에 해당하는 말이나, 대한민국에서 사용되는 포크송이라는 단어의 어원이 영어이기에 대한민국에서 사용하는 용례는 미국과 캐나다의 민요와 미국에 대한 영국(잉글랜드)계 민요 등, 앵글로색슨 국가의 민족민요를 가리키는 것이 대부분이다. 비영어권 국가의 민요는 월드뮤직으로 분류한다. 그것도 전승적인 옛 민요와 새로운 창작민요를 모두 가리키는 경우가 많다.

## 종류

### 트래디셔널송
포크송 가운데서 민중의 입과 귀로 전해 내려오는 작자 불명의 것을 '트래디셔널 포크송' 또는 '트래디셔널송'(Traditional song)이라 한다. 우리 나라에선 '전승민요(傳承民謠)'라 한다. 민요란 말을 엄밀한 뜻으로 쓸 때에는 '트래디셔널송'과 같은 뜻이 된다. 여기서 특히 중요한 위치를 차지하는 것중 하나가 발라드이다. 발라드란 이야기를 풀어 나가는 문체로 되어 있는 고전 포크송을 뜻한다.
미국에서 가장 트래디셔널 포크송을 풍부하게 전하고 있는 곳이 애팔래치아산맥 지방의 남반부인데, 일반적으로 이 지역을 '서던 마운틴'(Southern Mountain)이라 부르고 있다. 주 이름으로 말하면 켄터키주와 테네시주의 동부와 버지니아주와 노스캐롤라이나주의 서부, 사우스캐롤라이나주의 서북단, 조지아주의 북단이 포함된다. 또 캔자스주와 오클라호마주에 걸치는 오자크 대지를 서던 마운틴에 넣는 사람도 있다. 이 지역은 미국에서 가장 개발이 늦은 농촌지대로서 이른바 '푸어 화이트'(Poor white)의 집합소로 변하고 있으나, 이 곳 주민들은 초기에 잉글랜드나 스코틀랜드에서 이민해 와서 이 산악지대에 대대로 정착하고 있는 경우가 많고, 게다가 교통이 불편하여 외부와의 접촉이 적기 때문에 조상이 유럽에서 가져온 민요를 끊임없이 전하고 있는 예가 종종 발견된다. 대표하는 곡은 다음과 같다. 한글 발음-뜻-알파벳 표기-국적 순으로 나열했다.
- 셰넌도아-셰넌도아-Shennandoah-미국
- 블로 이 윈즈-바람아, 불어라-Blow, Ye Winds-미국
- 홀 어웨이 조-당겨라, 조야-Haul Away Joe-미국
- 문샤이너-밀수 업자-Moonshiner-미국
- 양키 두들-미국인 하찮은 것-Yankee Doodle-미국
- 블랙 이즈 더 컬러 어브 마이 러브스 헤어-내 사랑의 머리카락 색깔은 검은색이다-Black is the Color of My Loves Hair-미국[1]
- 페기 고든-페기 고든-Peggy Gordon-캐나다[2]
- 뱅크스 어브 뉴펀들랜드-뉴펀들랜드의 둑-Banks of Newfoundland-캐나다
- 그린슬리브즈-초록빛 소매-Greensleeves-잉글랜드
- 리빙 어브 리버풀-리버풀 떠나기-Leaving of Liverpool-잉글랜드
- 더 워터 이즈 와이드-바다가 넓다-The Water is Wide-잉글랜드
- 스카보로 페어-스카보로 시장-Scarborough Fair-잉글랜드
- 머메이드-인어-Mermaid-잉글랜드
- 뱅크스 어브 더 스위트 프림로지스-향기로운 앵초가 핀 둑-Banks of the Sweet Primroses-잉글랜드
- 로즈 어브 알렌데일-알렌데일의 장미꽃-Rose of Allendale-잉글랜드(찰스 제프리스(Charles Jeffreys) 작사, 시드니 넬슨(Sidney Nelson) 작곡)
- 올 퍼 미 그로그-모두 내 그로그(칵테일 종류)를 위해-All for me Grog-잉글랜드
- 이즌 잇 그랜드 보이스-소년들이여, 대단하지 않은가?-Isn't it grand, Boys?-잉글랜드
- 대니 보이-소년 대니-Danny Boy-잉글랜드(프레드릭 웨덜리 작사, 전통 가락)
- 월칭 마틸다-왈츠를 추는 마틸다-Waltzing Matilda-호주(밴조 패터슨)[3]
- 사우스 오스트레일리아-남 호주-South Australia-호주

### 셀틱 포크송
켈트족 국가인 아일랜드와 스코틀랜드의 포크 음악이다. 그냥 '포크'라고 하는 경우에는 미국, 캐나다, 잉글랜드 등, 앵글로색슨 문화가 강세인 지역의 고전 포크송을 가리킨다. 하지만, 아일랜드와 스코틀랜드도 영어권 국가이기 때문에 이 두 나라의 포크 음악은 포크로 분류한다. 그러나 민족이 켈트족으로 완전히 다르고, 따라서 '켈트 문화권'이라는 한 문화권을 형성하기 때문에 별도로 아일랜드 포크, 스코틀랜드 포크로 분류한다. 그러나 같은 켈트 문화권이라도, 프랑스 북서부 브르타뉴와 스페인 북서부 갈리시아는 언어가 영어가 아니기 때문에 이 지역의 켈트 음악은 월드뮤직으로 분류한다. 민족적 성격이 강하며, 미국 포크에서 사용되는 악기 가운데 리코더는 틴 휘슬로, 드럼은 보란으로 대체되는 경우가 많다. 자세한 내용은 스코틀랜드의 포크 음악, 아일랜드의 포크 음악 참조.

### 모던 포크송
모던 포크송(Modern Folksong)은 '트래디셔널송'에 대하여 민요풍인 창작곡을 가리키는 말이다. 트래디셔널송을 편곡하여 새로운 감각으로 처리한 것도 포함하는 수가 많다. 신작 민요나 새 감각으로 편곡된 민요를 전문으로 노래하는 사람을 '모던 포크 싱어'라 부르고 있으며, 피트 시거, 존 바에즈, 밥 딜런 등등 상업적으로 성공한 사람의 대부분이 이에 속한다. 대표하는 곡은 다음과 같다. 한글 발음-뜻-알파벳 표기-국적(작곡자) 순으로 나열했다.
- 웨어 해브 올 더 플라워스 건-꽃들은 어디로 사라졌을까-Where have all the Flowers Gone-미국(피트 시거, 조 하이커슨)
- 이프 아이 해드 어 해머-만일 내가 망치를 갖고 있다면-If I Had a Hammer-미국(피트 시거, 리 헤이스)
- 웬 더 십 컴스 인-배가 들어올 때에-When the Ship Comes In-미국(밥 딜런)
- 램블링 갬블링 윌리-떠돌아다니며 도박하는 윌리-Rambling, Gambling Willie-미국(밥 딜런)[4]
- 레스틀리스 페어웰-쉴 틈 없는 이별-Restless Farewell-미국(밥 딜런)[5]
- 블로잉 인 더 윈드-부는 바람-Blowing in the Wind-미국(밥 딜런)
- 다이아몬즈 앤 러스트-다이아몬드와 녹슨 철-Diamonds and Rust-미국(존 바에즈)
- 더치맨-네덜란드 사람-Dutchman-미국(마이클 피터 스미스)
- 위 섈 오버컴-우리는 극복할 것이다-We Shall Overcome-미국(찰스 앨버트 틴들리(Charles Albert Tindley)의 원곡을 약간 변형)
- 스트레인지스트 드림-가장 이상한 꿈-Strangest Dream-미국(에드 맥커디(Ed McCurdy))
- 어 플레이스 인 더 콰이어-합창단의 한 자리-A Place In The Choir-미국(빌 스테인스(Bill Staines))
- 로저빌 페어-로저빌 시장-Roseville Fair-미국(빌 스테인스)
- 앤 더 밴드 플레이드 월칭 마틸다-And the Band Played Waltzing Matilda-호주(에릭 보글(Eric Bogle))
- 노 맨스 랜드/그린 필즈 어브 프랜스/윌리 맥브라이드-No Man's Land/Green Fields of France/Willie McBride-아무도 없는 땅/프랑스의 푸른 벌판/윌리 맥브라이드-호주(에릭 보글)[6]
- 스트리츠 어브 런던-런던 거리-Streets of London-잉글랜드(랄프 맥텔(Ralph McTell)
- 피들러스 그린-천국-Fiddler's Green(존 코놀리(John Conolly))
- 바레츠 프라이비티어스-바렛의 사나포선-Barret's Privateers-캐나다(스탠 로저스(Stan Rogers))
- 메리 엘렌 카터-메리 엘렌 카터-Mary Ellen Carter-캐나다(스탠 로저스)
- 얼리 모닝 레인-이른 아침 비-Early Morning Rain-캐나다(고든 라이트풋)
- 토크 투 미 어브 멘도시노-멘도시노에게 내 얘기를 해 줘요-Talk to me of Mendocino-캐나다(케이트 맥가리글(Kate McGarrigle))

### 민중가요
민중가요(Protest song)는 사회적인 문제를 들어 항의하는 노래, 전쟁 반대나 인종차별에 반대하는 노래로부터 물가인상에 항의하는 노래에 이르기까지 여러 가지가 있다. 그 표현방법도 항의의사를 그대로 표명하는 연설조의 것에서부터 유머 감각으로 넌지시 공격하는 풍자적인 것에 이르기까지 여러 가지이다. 또 사회악과 싸우는 결의를 표명한 노래도 보통 프로테스트 송에 들어 있다. 대표적인 곡들은 모던 포크송 리스트에 함께 나열되어 있다.

### 포크록
포크록(Folkrock)은 포크송 적인 감각을 가진 로큰롤을 말한다. 1965년에 <미스터 탬버린 맨>이 히트한 이래, 이러한 스타일이 널리 시도되기에 이르렀다. 보통 포크는 기타, 밴조, 리코더, 하모니카, 콘서티나, 아코디언, 만돌린, 바이올린, 세트 형태가 아닌 한 개의 드럼을 사용하는 반면, 포크록은 전기 기타, 베이스 기타, 신시사이저를 쓰고 드럼 세트로 록 비트를 붙인다. 1967년경부터 사이케데릭 사운드 등 여러 가지 신종 록의 움직임이 왕성해짐에 따라 포크록도 그 안에 흡수된 것 같으며, 그 뒤로 이 말은 그리 쓰이지 않게 되었다.

## 포크송과 관련된 미국의 음악

### 블루스
미국 흑인의 포크송의 일종이다. 절망적인 심경을 표현한 것이 대부분이며, 12마디 단위의 형태를 취하는 것이 보통이다.

### 흑인영가
이른바 '니그로 스피리추얼(Negro spirituals)'을 말한다. 미국 흑인의 포크송 중 기독교 신앙을 노래한 것이다.

### 가스펠 송
백인의 종교가를 가리키는 경우도 있으나, 보통은 흑인영가의 일종을 의미한다. 1940년대에 일어난 새로운 형의 흑인영가로서, 재즈적 리듬을 가진 부르짖는 듯한 창법으로 노래하는 일이 많다.

### 후테나니
후테나니(Hootenanny)는 노래하는 사람과 듣는 사람이 함께 즐기는 단란한 느낌의 포크송 집회를 말한다. 또 305종 하나하나에 차일드가 붙인 정리번호는 '차일드 번호'라 하여 지금도 쓰이고 있다. 예를 들면 유명한 <바바라 알렌>은 차일드 84번이다.

## 같이 보기
- Anthology of American Folk Music
- 컨트리 음악

## 참고 자료
- 이 문서에는 다음커뮤니케이션(현 카카오)에서 GFDL 또는 CC-SA 라이선스로 배포한 글로벌 세계대백과사전의 "포크송" 항목을 기초로 작성된 글이 포함되어 있습니다.